# District de Wuxing
Pour les articles homonymes, voir wuxing.
Le district de Wuxing (吴兴区 ; pinyin : Wúxīng Qū) est une subdivision administrative de la province du Zhejiang en Chine. Il est placé sous la juridiction de la ville-préfecture de Huzhou.